# Liffe 2009
20. ljubljanski mednarodni filmski festival je potekal od 11. do 22. novembra 2009 s projekcijami v Ljubljani (Kosovelova in Linhartova dvorana Cankarjevega doma, Kinodvor, Kino Vič) in Mariboru (Kolosej Maribor). Programski direktor festivala je bil Simon Popek. Otvoritveni film so bile Divje trave režiserja Alaina Resnaisa, zaključni pa Gospod Horten Berta Hamerja.
Novost dvajsete izvedbe festivala je bil samostojen programski sklop za mlajše gledalce Kinobalon.

## 20. Liffe v številkah
V dvanajstih dneh festivala je bilo na ogled 106 filmov – 91 celovečernih in 15 kratkih –, za skupno 254 projekcij (231 v Ljubljani in 23 v Mariboru) je bilo prodanih več kot 45.000 vstopnic (izdanih jih je bilo 46 tisoč). 38 projekcij je bilo razprodanih. Festival je sprejel 29 gostov in 171 akreditiranih novinarjev.

## Nagrade
Sklepno prireditev, na kateri so podelili nagrade, je režiral Matej Filipčič, povezovala jo je Nada Vodušek, za glasbo pa je poskrbela skupina Kisha.
Nagrajenci
| Nagrada                             | Film                                       | Režiser                     |
| ----------------------------------- | ------------------------------------------ | --------------------------- |
| vodomec                             | Črnci / Crnci                              | Zvonimir Jurić, Goran Dević |
| vodomec – posebna omemba žirije     | Policijski, pridevnik / Politist, adj.     | Corneliu Porumboiu          |
| FIPRESCI                            | Prinesi mi rožmarin / Go Get Some Rosemary | Ben Safdie, Joshua Safdie   |
| zmaj                                | Ubil sem svojo mamo / J'ai tué ma mère     | Xavier Dolan                |
| kratki film                         | Odsotna / Missen                           | Jochem de Vries             |
| kratki film – posebna omemba žirije | Tla pod nogami / The Ground Beneath        | Rene Hernandez              |
| ITAK Filmfest                       | Slovenski film                             | Domen Konde                 |

Vodomec je nagrada (v vrednosti 10.000 €) režiserju najboljšega filma iz sklopa Perspektiv po izboru mednarodne tričlanske žirije, ki jo podeljuje glavni pokrovitelj festivala Mobitel. Nagrado FIPRESCI podarja mednarodna žirija svetovnega združenja filmskih kritikov in novinarjev. Na ITAK Filmfest, ki ga je (v sodelovanju z Liffom) že tretje leto zapored organiziral Mobitel, so ustvarjalci lahko prijavili filme, posnete z mobilnim telefonom.
Žirije
| Nagrada       | Člani                                                                                      |
| ------------- | ------------------------------------------------------------------------------------------ |
| vodomec       | Dana Linssen (), Elma Tataragić (), Martin Turk ()                                         |
| FIPRESCI      | Špela Barlič (), Radmila Djurica (), Zoran Gojić ()                                        |
| kratki film   | Iva Krajnc (), Hanna Preuss (/), Neil Young (/)                                            |
| ITAK Filmfest | Klemen Dvornik, Matevž Klanjšek, glasbena skupina Lollobrigida, Ven Jemeršič, Mojca Pernat |

Glasovanje občinstva
Za nagrado občinstva zmaj se je potegovalo 27 celovečernih filmov, ki niso imeli zagotovljene slovenske distribucije. Gledalci so svoje ocene lahko oddali na glasovalnih lističih ali preko mobilnih telefonov. Sponzor nagrade je bila Tobačna Ljubljana. Zmagal je film Ubil sem svojo mamo kanadskega režiserja Xavierja Dolana (ocena 4,49).
| Glasovanje za nagrado občinstva zmaj | Glasovanje za nagrado občinstva zmaj                                                 | Glasovanje za nagrado občinstva zmaj |
| #                                    | Film                                                                                 | Ocena                                |
| ------------------------------------ | ------------------------------------------------------------------------------------ | ------------------------------------ |
| 1.                                   | Ubil sem svojo mamo (J'ai tué ma mère)                                               | 4,49                                 |
| 2.                                   | Panika na vasi (Panique au village)                                                  | 4,42                                 |
| 3.                                   | V devetih nebesih (Wolke 9)                                                          | 4,41                                 |
| 4.                                   | Dežela Guarani Indijancev (La terra degli uomini rossi - Birdwatchers)               | 4,36                                 |
| 5.                                   | Služkinja (La Nana)                                                                  | 4,17                                 |
| 6.                                   | Vaja dela mojstra (Easier with Practice)                                             | 4,09                                 |
| 7.                                   | Turisti (Turistas)                                                                   | 4,00                                 |
| 8.                                   | Morfij                                                                               | 3,97                                 |
| 9.                                   | Otrok riba (El niño pez)                                                             | 3,94                                 |
| 10.                                  | Praska (Rysa)                                                                        | 3,93                                 |
| 11.                                  | Zadnji randi (Apenas o fim)                                                          | 3,88                                 |
| 12.                                  | Bobu bob (Un chat un chat)                                                           | 3,85                                 |
| 13.                                  | Vse je oproščeno (Tout est pardonné)                                                 | 3,81                                 |
| 14.                                  | Nezgoda (Yi ngoi)                                                                    | 3,79                                 |
| 15.                                  | Črnci (Crnci)                                                                        | 3,73                                 |
| 16.                                  | Papirnati vojaki (Bumažnij soldat)                                                   | 3,67                                 |
| 17.                                  | Zvok žuželk: Zapiski mumificiranega trupla (The Sound of Insects: Record of a Mummy) | 3,63                                 |
| 18.                                  | Punca in dva fanta (The Exploding Girl)                                              | 3,55                                 |
| 19.                                  | Najsrečnejše dekle na svetu (Cea mai fericitã fatã din lume)                         | 3,44                                 |
| 20.                                  | Svet gre k vragu (Mock Up on Mu)                                                     | 3,23                                 |
| 21.                                  | Sedem noči (Nanayomachi)                                                             | 3,22                                 |
| 22.                                  | Prinesi mi rožmarin (Go Get Some Rosemary)                                           | 3,18                                 |
| 23.                                  | Ko pride polna luna (Kala malam bulan mengambang)                                    | 3,11                                 |
| 24.                                  | Bronson                                                                              | 2,88                                 |
| 25.                                  | Naš ljubi mesec avgust (Aquele querido mês de agosto)                                | 2,86                                 |
| 26.                                  | Tokijska nora olimpijada (Tokyo Onlypic 2008)                                        | 2,68                                 |
| 27.                                  | Počitnice brez staršev (Una semana solos)                                            | 2,56                                 |

## Filmi
Programske kategorije:
- Perspektive: uradna tekmovalna sekcija za (Mobitelovo) nagrado vodomec, v kateri se predstavljajo neuveljavljeni obetavni avtorji s svojim prvim ali drugim celovečercem. Zmagovalca določi 3-članska mednarodna žirija.
- Predpremiere: aktualni filmski vrhunci iz različnih svetovnih kinematografij izpod rok uveljavljenih filmskih avtorjev, ki imajo uradnega distribucijskega zastopnika za Slovenijo
- Kralji in kraljice: dela prepoznavnih in nagrajevanih mojstrov sodobnega filma
- Panorama svetovnega filma: izbor festivalskih uspešnic svetovne produkcije, ki so bolj primerne za festivalsko prikazovanje in artkino mrežo kot za redni komercialni program. Gre za filme tako uveljavljenih kot manj znanih režiserjev.
- Ekstravaganca: sekcija, v kateri se predstavljajo sodobni filmski ustvarjalci, ki v svojem delu niso podvrženi prevladujočim konvencijam filmskega izražanja. Namenjena je drznejšim, žanrsko raznolikim in občasno žgečkljivim vsebinam (polnočni kino).
- Retrospektiva: predstavitev izbranega avtorja (2009: Michael Haneke) z obširnim izborom njegovih del. Avtor se na festivalu v okviru enega izmed drugih sklopov predstavi tudi s svojim najnovejšim filmom.
- Fokus: mlada generacija režiserk iz Južne Amerike
- Tematski cikel: dvajseta obletnica padca berlinskega zidu in družbenih sprememb v socialističnih državah, s poudarkom na Vzhodni Nemčiji, Romuniji, Rusiji in Kitajski
- Svet na kratko: tekmovalna sklop kratkih filmov mladih avtorjev
- Kinobalon: programski sklop za mlade gledalce (7−14 let)

### Perspektive
| Film                   | Izvirni naslov                                             | Država                                     | Leto | Režiser                     | Jezik           |
| ---------------------- | ---------------------------------------------------------- | ------------------------------------------ | ---- | --------------------------- | --------------- |
| Črnci                  | Crnci / The Blacks                                         | Hrvaška                                    | 2009 | Zvonimir Jurić, Goran Dević | hrv.            |
| Dom                    | Home                                                       | Švica, Francija, Belgija                   | 2008 | Ursula Meier                | fr.             |
| Naš ljubi mesec avgust | Aquele querido mês de agosto / Our Beloved Month of August | Portugalska, Francija                      | 2008 | Miguel Gomes                | port.           |
| Policijski, pridevnik  | Politist, adj. / Police, Adjective                         | Romunija                                   | 2009 | Corneliu Porumboiu          | romun.          |
| Prinesi mi rožmarin    | Go Get Some Rosemary / Daddy Longlegs                      | ZDA                                        | 2009 | Josh Safdie, Benny Safdie   | angl.           |
| Punca in dva fanta     | The Exploding Girl                                         | ZDA                                        | 2009 | Bradley Rust Gray           | angl.           |
| Razmetane postelje     | Unmade Beds                                                | VB                                         | 2009 | Alexis Dos Santos           | angl./špan./fr. |
| Služkinja              | La Nana / The Maid                                         | Čile, Mehika                               | 2009 | Sebastián Silva             | špan.           |
| Tulpan                 | Tulpan                                                     | Nemčija, Kazahstan, Rusija, Poljska, Švica | 2008 | Sergej Dvortsevoj           | kazahst./rus.   |
| Ubil sem svojo mamo    | J'ai tué ma mère / I Killed My Mother                      | Kanada                                     | 2009 | Xavier Dolan                | fr.             |
| Zadnji randi           | Apenas o fim / That's It                                   | Brazilija                                  | 2009 | Matheus Souza               | port.           |

### Predpremiere
| Film                            | Izvirni naslov                | Država                       | Leto | Režiser                | Jezik                      |
| ------------------------------- | ----------------------------- | ---------------------------- | ---- | ---------------------- | -------------------------- |
| Antikrist                       | Antichrist                    | Danska                       | 2009 | Lars von Trier         | angl.                      |
| Belka                           | White Material                | Francija                     | 2009 | Claire Denis           | fr.                        |
| Beograjski fantom               | Beogradski fantom             | Srbija, Madžarska, Bolgarija | 2009 | Jovan Todorović        | srbohrv.                   |
| Coco Chanel in Igor Stravinski  | Coco Chanel & Igor Stravinsky | Francija                     | 2009 | Jan Kounen             | fr./rus./angl.             |
| Grofica                         | Countess                      | Francija, Nemčija            | 2009 | Julie Delpy            | angl.                      |
| Grozljivo srečen                | Frygtelig lykkelig            | Danska                       | 2008 | Henrik Ruben Genz      | dan.                       |
| Kapitalizem: Ljubezenska zgodba | Capitalism: A Love Story      | ZDA                          | 2009 | Michael Moore          | angl.                      |
| Kuhinja z dušo                  | Soul Kitchen                  | Nemčija                      | 2009 | Fatih Akin             | nem.                       |
| Louise-Michel                   | Louise-Michel                 | Francija                     | 2008 | Gustave de Kervern     | fr.                        |
| Lunapark                        | Adventureland                 | ZDA                          | 2009 | Greg Mottola           | angl.                      |
| Meje razuma                     | The Limits of Control         | Španija, ZDA, Japonska       | 2009 | Jim Jarmusch           | angl./špan./hebr./fr./jap. |
| Mož, ki je premagal Amazonko    | Big River Man                 | ZDA, Slovenija               | 2009 | John Maringouin        | angl.                      |
| Sever                           | Nord                          | Norveška                     | 2009 | Rune Denstad Langlo    | norv.                      |
| Zgodbe iz zlate dobe            | Amintiri din epoca de aur     | Romunija, Francija           | 2009 | Cristian Mungiu et al. | romun.                     |
| Zlomljeni objemi                | Los abrazos rotos             | Španija                      | 2009 | Pedro Almodóvar        | špan.                      |

### Panorama svetovnega filma
| Film                        | Izvirni naslov                                                  | Država                         | Leto | Režiser               | Jezik               |
| --------------------------- | --------------------------------------------------------------- | ------------------------------ | ---- | --------------------- | ------------------- |
| Akvarij                     | Fish Tank                                                       | VB                             | 2009 | Andrea Arnold         | angl.               |
| Bobu bob                    | Un chat un chat / Pardon My French                              | Francija                       | 2009 | Sophie Fillieres      | fr./madž./angl.     |
| Brez imena                  | Sin nombre                                                      | Mehika, ZDA                    | 2009 | Cary Fukunaga         | špan.               |
| Bronson                     | Bronson                                                         | VB                             | 2009 | Nicolas Winding Refn  | angl.               |
| Dežela Guarani Indijancev   | La terra degli uomini rossi - Birdwatchers                      | Brazilija, Italija             | 2008 | Marco Bechis          | port.               |
| Gospod Horten               | O'Horten                                                        | Norveška, Nemčija, Francija    | 2008 | Bent Hamer            | norv.               |
| Katalin Varga               | Katalin Varga                                                   | VB, Romunija, Madžarska        | 2009 | Peter Strickland      | romun./madž.        |
| Najsrečnejše dekle na svetu | Cea mai fericitã fatã din lume / The Happiest Girl in the World | Romunija, Francija, Nizozemska | 2009 | Radu Jude             | romun.              |
| Nevihta                     | Storm                                                           | Nemčija, Danska, Nizozemska    | 2009 | Hans-Christian Schmid | angl./nem./srbohrv. |
| Panika na vasi              | Panique au village / A Town Called Panic                        | Belgija, Luksemburg, Francija  | 2009 | Stephane Aubier       | fr.                 |
| Papirnati vojaki            | Bumažnij soldat (Бумажный солдат) / Paper Soldier               | Rusija                         | 2008 | Aleksej German ml.    | rus.                |
| Praska                      | Rysa / Scratch                                                  | Poljska                        | 2008 | Michał Rosa           | polj.               |
| V devetih nebesih           | Wolke 9 / Cloud 9                                               | Nemčija                        | 2008 | Andreas Dresen        | nem.                |
| Vaja dela mojstra           | Easier with Practice                                            | ZDA                            | 2009 | Kyle Patrick Alvarez  | angl.               |
| Vse je oproščeno            | Tout est pardonné / All Is Forgiven                             | Francija                       | 2007 | Mia Hansen-Løve       | fr./nem.            |
| Vsi drugi                   | Alle anderen                                                    | Nemčija                        | 2009 | Maren Ade             | nem./it.            |

### Kralji in kraljice
| Film                                       | Izvirni naslov                           | Država             | Leto | Režiser            | Jezik         |
| ------------------------------------------ | ---------------------------------------- | ------------------ | ---- | ------------------ | ------------- |
| Beli trak                                  | Das weiße Band                           | Avstrija, Nemčija  | 2009 | Michael Haneke     | nem.          |
| Divje trave                                | Les Herbes folles                        | Francija, Italija  | 2009 | Alain Resnais      | fr.           |
| Morfij                                     | Morfij (Морфий) / Morphine               | Rusija             | 2008 | Aleksej Balabanov  | rus.          |
| Naelektrena meglica                        | In the Electric Mist                     | Francija, ZDA      | 2009 | Bertrand Tavernier | angl.         |
| Pokvarjeni poročnik: New Orleans           | Bad Lieutenant: Port of Call New Orleans | ZDA                | 2009 | Werner Herzog      | angl.         |
| Prerok                                     | Un prophète                              | Francija, Italija  | 2009 | Jacques Audiard    | fr.           |
| Romanca na poziv                           | The Girlfriend Experience                | ZDA                | 2009 | Steven Soderbergh  | angl.         |
| Sedem noči                                 | Nanayomachi (七夜待)                     | Japonska, Francija | 2008 | Naomi Kawase       | jap./fr./taj. |
| Zvok žuželk: Zapiski mumificiranega trupla | The Sound of Insects: Record of a Mummy  | Švica              | 2008 | Peter Liechti      | angl.         |

### Ekstravaganca
| Film                     | Izvirni naslov                                         | Država       | Leto | Režiser                 | Jezik       |
| ------------------------ | ------------------------------------------------------ | ------------ | ---- | ----------------------- | ----------- |
| Božji bojevnik           | Valhalla Rising                                        | Danska, VB   | 2009 | Nicolas Winding Refn    | angl.       |
| Ko pride polna luna      | Kala malam bulan mengambang / When the Full Moon Rises | Malezija     | 2008 | Mohamad bin Mohd Khalid | malajščina  |
| Nezgoda                  | Yi ngoi (意外) / Accident                              | Hongkong     | 2009 | Cheang Pou-Soi          | kantonščina |
| Paradise TV              | Paradise TV                                            | Slovenija    | 2010 | Dražen Štader           | jap.        |
| Svet gre k vragu         | Mock Up on Mu                                          | ZDA          | 2008 | Craig Baldwin           | angl.       |
| Tokijska nora olimpijada | Tokyo Onlypic 2008                                     | Japonska     | 2008 | Riichiro Mashima et al. | jap.        |
| Zasledovalec             | Chugyeogja / The Chaser                                | Južna Koreja | 2008 | Na Hong-jin             | kor.        |

### Fokus: Dekleta iz Južne Amerike
| Film                   | Izvirni naslov                  | Država                       | Leto | Režiser         | Jezik |
| ---------------------- | ------------------------------- | ---------------------------- | ---- | --------------- | ----- |
| Madeinusa              | Madeinusa                       | Peru, Španija                | 2006 | Claudia Llosa   | špan. |
| Mleko bridkosti        | La teta asustada                | Peru, Španija                | 2009 | Claudia Llosa   | špan. |
| Otrok riba             | El niño pez / Fish Child        | Argentina, Španija, Francija | 2009 | Lucía Puenzo    | špan. |
| Počitnice brez staršev | Una semana solos / A Week Alone | Argentina                    | 2007 | Celina Murga    | špan. |
| Sveto dekle            | La Niña Santa                   | Argentina, Španija, Italija  | 2004 | Lucrecia Martel | špan. |
| Turisti                | Turistas                        | Čile                         | 2009 | Alicia Scherson | špan. |

### Retro: Michael Haneke
| Film                                | Izvirni naslov                             | Država            | Leto | Režiser        | Jezik             |
| ----------------------------------- | ------------------------------------------ | ----------------- | ---- | -------------- | ----------------- |
| 71 fragmentov kronologije naključja | 71 Fragmente einer Chronologie des Zufalls | Avstrija, Nemčija | 1994 | Michael Haneke | nem./romun./angl. |
| Bennyjev video                      | Benny's Video                              | Avstrija, Švica   | 1992 | Michael Haneke | nem./angl.        |
| Grad                                | Das Schloss                                | Nemčija, Avstrija | 1997 | Michael Haneke | nem.              |
| In kaj pride potem?                 | Und was kommt danach?                      | Nemčija           | 1973 | Michael Haneke | nem.              |
| Kdo je bil Edgar Allan?             | Wer war Edgar Allan?                       | Avstrija          | 1984 | Michael Haneke | nem./angl.        |
| Lemingi, 1. del: Arkadija           | Lemminge, Teil 1: Arkadien                 | Avstrija, Nemčija | 1979 | Michael Haneke | nem.              |
| Lemingi, 2. del: Rane               | Lemminge, Teil 2: Verletzungen             | Avstrija, Nemčija | 1979 | Michael Haneke | nem.              |
| Sedmi kontinent                     | Der siebente Kontinent                     | Avstrija          | 1989 | Michael Haneke | nem./angl./fr.    |
| Tri poti k jezeru                   | Drei Wege zum See                          | Nemčija, Avstrija | 1976 | Michael Haneke | nem./fr./angl.    |
| Upor                                | Die Rebellion                              | Avstrija          | 1993 | Michael Haneke | nem.              |

### 1989–2009, 20 let padca zidu
| Film                         | Izvirni naslov                                 | Država                                         | Leto | Režiser                     | Jezik      |
| ---------------------------- | ---------------------------------------------- | ---------------------------------------------- | ---- | --------------------------- | ---------- |
| Izven sedanjosti             | Out of the Present                             | Nemčija                                        | 1995 | Andrei Ujică                | rus.       |
| Leipzig jeseni               | Leipzig im Herbst                              | Nemčija                                        | 1990 | Andreas Voigt               | nem.       |
| Po zimi pride pomlad         | Winter adé                                     | DDR                                            | 1987 | Helke Misselwitz            | nem.       |
| Pritožba                     | Pétition: la cour des plaignants               | Kitajska, Francija, VB, Švica, Belgija, Finska | 2009 | Zhao Liang                  | mandarin.  |
| Smo imeli revolucijo ali ne? | A fost sau n-a fost? / 12:08 East of Bucharest | Romunija                                       | 2006 | Corneliu Porumboiu          | romun.     |
| Stranpota                    | Von Wegen                                      | Nemčija                                        | 2009 | Uli M. Schueppel            | nem.       |
| Trg nebeškega miru           | The Gate of Heavenly Peace (天安门)            | ZDA                                            | 1995 | Carma Hinton                | kit.       |
| Uwe Johnson gleda televizijo | Uwe Johnson sieht fern                         | Nemčija                                        | 2006 | Saskia Walker               | nem.       |
| Videogram neke revolucije    | Videogramme einer Revolution                   | Nemčija                                        | 1992 | Harun Farocki, Andrei Ujică | romun.     |
| Zid                          | Die Mauer                                      | Nemčija                                        | 1991 | Jürgen Böttcher             | nem./angl. |

### Kinobalon
| Film                        | Izvirni naslov                 | Država       | Leto | Režiser          | Jezik          |
| --------------------------- | ------------------------------ | ------------ | ---- | ---------------- | -------------- |
| Bela griva: divji konj      | Crin blanc: Le cheval sauvage  | Francija     | 1953 | Albert Lamorisse | fr.            |
| Borka                       | Fighter                        | Danska       | 2007 | Natasha Arthy    | dan./tur./nem. |
| Božična zgodba              | Joulutarina                    | Finska       | 2007 | Juha Wuolijoki   | fin.           |
| Nenavadna dogodivščina      | Duggholufólkið                 | Islandija    | 2007 | Ari Kristinsson  | island.        |
| Rdeči balon                 | Le ballon rouge                | Francija     | 1956 | Albert Lamorisse | brez dialogov  |
| Zaviti brki                 | Sebil-e mardouneh              | Iran         | 2007 | Javad Ardakani   | perz.          |
| Želvino osupljivo potovanje | Turtle: The Incredible Journey | VB, Avstrija | 2009 | Nick Stringer    | angl.          |

### Svet na kratko
| Film             | Izvirni naslov            | Režiser                | Država           | Leto |
| ---------------- | ------------------------- | ---------------------- | ---------------- | ---- |
| I. sklop         |                           |                        |                  |      |
| Arena            | Arena                     | João Salaviza          | Portugalska      | 2009 |
| Dober nasvet     | Goda rad                  | Andreas Tibblin        | Švedska          | 2008 |
| Odsotna          | Missen / Missing          | Jochem de Vries        | Nizozemska       | 2009 |
| Posrednik        | Posrednikat (Посредникът) | Dragomir Sholev        | Bolgarija        | 2008 |
| Rabutanje koruze | Rabutanje koruze          | Martin Turk            | Slovenija        | 2009 |
| Tekma            | Il torneo                 | Michele Alhaique       | Italija          | 2008 |
| Vrata            | The Door                  | Juanita Wilson         | Irska            | 2008 |
| Zabava           | Tulum                     | Dalibor Matanić        | Hrvaška          | 2009 |
| II. sklop        |                           |                        |                  |      |
| Bingo            | Bingo                     | Timur Ismailov         | Nizozemska       | 2009 |
| Dan v Benetkah   | Dan v Benetkah            | Rok Biček              | Slovenija        | 2008 |
| Jade             | Jade                      | Daniel Elliott         | Velika Britanija | 2009 |
| Kladvenica       | Hammerhead                | Sam Donovan            | Velika Britanija | 2009 |
| Natančni kavboj  | Nice Shootin' Cowboy      | Ben Phelps             | Avstralija       | 2008 |
| Variacije        | Variációk                 | Krisztina Esztergályos | Madžarska        | 2009 |
| Tla pod nogami   | The Ground Beneath        | Rene Hernandez         | Avstralija       | 2008 |

## Gosti
- Javad Arkadani, režiser filma Zaviti brki
- Diego Berger, igralec v filmu Turisti
- Martin Strel, junak filma Mož, ki je premagal Amazonko
- Bogdan Petković, scenarist filma Beograjski fantom
- Dragana Jovanović, producentka filma Beograjski fantom
- Aleksandar Protić, oblikovalec zvoka in igralec v filmu Beograjski fantom
- Andrija Lucić, izvršna producentka filma Beograjski fantom
- Asta Wellejus, svetovalka režiserja pri filmu Antikrist
- Dražen Štader, režiser filma Paradise TV
- Blanca Portillo, igralka v filmu Zlomljeni objemi
- Liliana Niespial, prod. agentka iz produkcijske hiše El deseo (Zlomljeni objemi)
- Burghart Klausner, igralec v filmu Beli trak
- Fernando Tielve, igralec v filmu Razmetane postelje
- Zvonimir Jurić, režiser filma Črnci
- Gabe Klinger, filmski kritik
- Ronnie Bronstein, igralec v filmu Prinesi mi rožmarin
- Sophie Fillières, režiserka filma Bobu bob
- Yann Coridian, vodja izbora igralcev za film Bobu bob
- Agathe Bonitzer, igralka v filmu Bobu bob
- Jürgen Böttcher, režiser filma Zid
- Saskia Walker, režiserka filma Uwe Johnson gleda televizijo
- Andreas Voigt, režiser filma Leipzig jeseni
- Vlad Ivanov, igralec v filmih Zgodbe iz zlate dobe in Policijski, pridevnik
- Bradley Rust-Gray, režiser filma Punca in dva fanta
- Kim Yong So, producentka filma Punca in dva fanta
- Ursula Werner, igralka v filmu V devetih nebesih
- Peter Strickland, režiser filma Katalin Varga